# Bartolomé Vázquez

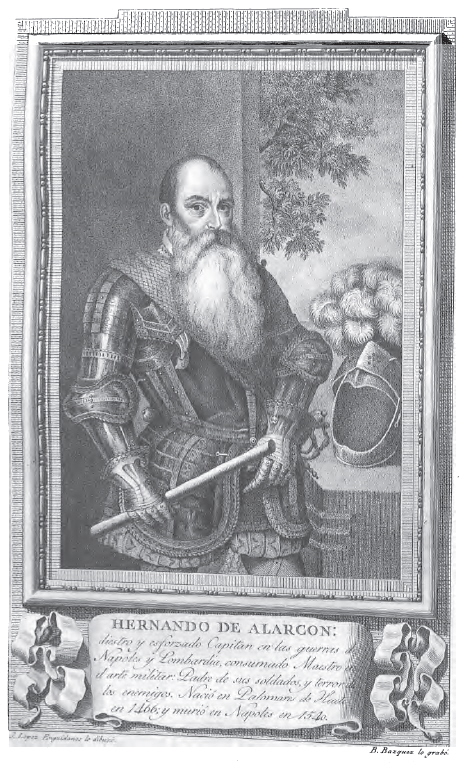
Hernando de Alarcón, grabado a puntos de Bartolomé Vázquez según dibujo de José López Enguídanos para los Retratos de españoles ilustres, hacia 1792.

Bartolomé Vázquez (Córdoba, 1749-Madrid, 1802) fue un grabador ilustrado español.

## Biografía y obra
Formado como platero, una vez en Madrid, ya adulto, se inició en el grabado. A partir de 1782 aplicó sus conocimientos de platería y del comportamiento de los ácidos a la introducción y difusión del grabado a puntos o al estilo de Bartolozzi, una técnica particularmente indicada en el grabado de reproducción de obras de arte por su plasticidad, aunque, según declaró, no había tenido oportunidad de estudiarla sino por el análisis de una estampa, que pudiera ser el retrato del general George Augustus Eliott, gobernador de Gibraltar, que al pie lleva la inscripción «Bart. Vazqz lo copió p.r otro q. Bartolozzi Grabó en Londres». Protegido por el conde de Floridablanca, fue admitido como miembro de la Real Academia de Bellas Artes de San Fernando en 1785.
A pesar de la oposición inicial de Manuel Salvador Carmona, que no lo incluyó entre los grabadores de «más mérito» a los que se podía encomendar el proyecto, colaboró en la serie de Retratos de españoles ilustres, la empresa más ambiciosa de la Real Calcografía, en la que se trabajó entre 1788 y 1819. A él y a su técnica de puntos, en la que había iniciado a sus hijos José y Antonio y a Juan Barcelón, se propuso encomendarles especialmente los retratos de los militares. Finalmente le correspondieron en este proyecto los retratos de Antonio de Leiva, por pintura creída de Leonardo da Vinci, el del Gran Capitán, Gonzalo Fernández de Córdoba y el del gran duque de Alba, Fernando Álvarez de Toledo, según dibujos de José Jimeno, el retrato de Garcilaso de la Vega por dibujo de José Maea, los de Sancho Dávila, Diego Mesía, marqués de Leganés y Álvaro de Bazán por dibujos de Antonio Carnicero y el de Álvaro Navia, marqués de Santa Cruz de Marcenado, por dibujo de Manuel de la Cruz, todos ellos entre 1790 y 1792.
Por encargo de la Compañía para el grabado de los cuadros de los Reales Palacios constituida en 1789, grabó en 1791 El niño de Vallecas de Velázquez, según dibujo de Antonio Vázquez, la Santa Margarita de Cortona o La pastorcita de Francisco de Zurbarán, a partir de un dibujo de León Bueno (1794) y el Retrato de mujer sentada de Antonio Moro por dibujo de Manuel de la Cruz, sirviéndose en los dos últimos de la técnica del grabado de puntos.
En cuanto a la ilustración de libros, participó en las ediciones de Antonio de Sancha de las Novelas ejemplares (1783) y el Viaje al Parnaso (1784) de Cervantes y en el Quijote de la Imprenta Real de 1797. Proporcionó la portada calcográfica de la Historia coro-graphica natural y evangélica de la Nueva Andalucía, provincias de Cumaná, Guayana y vertientes del Río Orinoco de Antonio Caulin, 1779 y son suyos los veintiún grabados que ilustran la obra de Juan Pedro Arnal, Discurso sobre el origen y principio de los mosaicos y sus varias materias, contraído a los que nuevamente se descubrieron en las excavaciones de la villa de Rielves de orden de S.M. (Madrid, 1788). También se le conocen estampas sueltas de devoción (en 1784 se anunciaban a la venta un Ecce Homo según dibujo de Mengs y una Madre Dolorosa dibujada por Ramón Bayeu), de arquitectura (Mausoleo del coronel Antonio Pineda, Triunfo de san Rafael junto al río Guadalquivir) y retratos, entre ellos los retratos del general Eliott, el de Bernardo de Gálvez (1782) y el retrato doble en óvalo a tinta sepia de Carlos IV y María Luisa de Borbón, conmemorativo de su proclamación como reyes de España, grabado por dibujo propio.